# Escola Estadual Pandiá Calógeras
A Escola Estadual Pandiá Calógeras foi construída para abrigar os filhos dos imigrantes italianos que participaram da construção de Belo Horizonte em 1897. Em 1935 a escola foi transferida do Centro de Belo Horizonte para a praça Carlos Chagas e rebatizada com o nome de Benito Mussolini. O nome Benito Mussolini foi retirado em 1942 e a escola passou a chamar Pandiá Calógeras. Durante a ditadura militar a escola sediou uma milícia civil responsável por ações repressivas.